# Coincheck
Coincheck（コインチェック）は、コインチェック株式会社が運営する暗号通貨取引所。
サービスを運営するコインチェック株式会社についても記述する。

## 概要
コインチェック株式会社（旧レジュプレス株式会社）（2012年設立）が2014年8月に運営を開始したビットコイン取引所サービス。下記の通り多種類の暗号通貨（仮想通貨の一種）を取り扱っており、売買、信用取引、入出金、送金、決済、（客からみての）貸出などが行える。
2015年12月には、中国や香港、台湾の投資家をサポートするために株式会社世界と提携。ビットコインで不動産投資が行えるようになった。
2016年3月には、エンターテインメント企業DMM.comにビットコイン決済サービスのCoincheck paymentを導入。
2016年9月に株式会社イーネットワークシステムズと業務提携し、日本初となる電気代のビットコイン支払いサービス「Coincheckでんき」をリリース。
一般社団法人日本ブロックチェーン協会 (JBA) に参画しており、仮想通貨における消費税問題対応、利用規制対応、認定自主規制機関を目指す活動を行い、日本におけるビットコイン・ブロックチェーン技術の発展を目指している。

## 主なサービス
暗号通貨の購入・売却
ビットコイン等各種暗号通貨の購入・売却が可能。指定の銀行口座に日本円を振り込むことで購入が可能になる。クレジットカードでの購入も可能（ビットコインに限る）。
暗号通貨の送金・入金
ビットコインウォレット（ビットコインを管理するネット上の財布）を持つユーザーに限り、暗号通貨の送金・入金が可能。ビットコインウォレットはCoincheck以外が管理するウォレットでも可能。
暗号通貨の取引
Coincheck取引所にて、最大3倍（本人確認書類を提出すると5倍）のレバレッジをかけた信用取引が可能。トレードビューにて価格変動を確認できる。メイカー / テイカーの価格モデルを採用している。
貸暗号通貨サービス (Coincheck lending)
顧客は保有する暗号通貨を一定期間コインチェック社に貸し出し（消費貸借契約による）、同社は預かった暗号通貨と同量・同等の暗号通貨および一定の料率の利用料をその暗号通貨で支払うサービス。
バンドルカード
ビットコインでチャージできるVISAプリペイドカード。
ビットコイン決済 (Coincheck payment)
オンラインショップやブログや実店舗でビットコイン決済できる。決済手数料1%、基本料金は無料。2018年1月現在、ビットコインが使えるのは日本国内で約4,200店舗。
Coincheckでんき
電気料金決済サービス。電気代をビットコインで支払うプランと、利用に応じてビットコインを付与されるプランとがある。
ビットコインで寄付 (Coincheck Donations)
Coincheck donationは、ビットコインで寄付ができるプラットフォーム。ビットコインは中央機関を介さないため、国や金額を問わず寄付ができる。

## 取り扱い通貨
「通貨記号: 通貨名（読み）」全17種類を一覧で示す（コインチェック公式サイトの表示順。2022年1月現在）。
販売所
- BTC: Bitcoin（ビットコイン）
- ETH: Ethereum（イーサリアム）
- ETC: Ethereum Classic（イーサリアムクラシック）
- LSK: Lisk（リスク）
- FCT: Factom（英語版）（ファクトム）
- XRP: Ripple（リップル）
- XEM: NEM（ネム）
- LTC: Litecoin（ライトコイン）
- BCH（またはBCC）: Bitcoin Cash（ビットコインキャッシュ）
- MONA：Monacoin（モナコイン）
- XLM：Stellar Lumens（ステラルーメン）
- QTUM：Qtum（クアンタム）
- BAT：Basic Attention Token（ベーシックアテンショントークン）
- IOST：IOST（アイオーエスティー）
- ENJ：Enjin Coin（エンジンコイン）
- OMG：OMG（オーエムジー）
- PLT：Palette Token（パレットトークン）
- SAND：SAND（サンド）

取引所
- BTC: Bitcoin（ビットコイン）
- ETC: Ethereum Classic（イーサリアムクラシック）
- MONA：Monacoin（モナコイン）
- PLT：Palette Token（パレットトークン）

## 沿革
- 2012年（平成24年）
  - 8月 レジュプレス株式会社設立
- 2014年（平成26年）
  - 8月 Coincheckサービスの提供開始
  - 11月 ビットコイン取引所「Coincheck Exchange」の提供開始
- 2015年（平成27年）
  - 8月 一般社団法人 日本価値記録事業者協会(JADA)の監事に代表取締役 和田晃一良が就任
- 2016年（平成28年）
  - 3月 ビットコイン寄付型クラウドファンディング「Concheck Donations」提供開始
  - 4月 一般社団法人 日本ブロックチェーン協会（JBA）に参画
  - 9月 「Coincheckでんき」提供開始
  - 12月 人員増加に伴い、本社を渋谷区恵比寿西に移転
- 2017年（平成29年）
  - 3月10日 社名をコインチェック株式会社に変更
  - 6月 「貸仮想通貨サービス」の提供を開始、日本仮想通貨事業者協会JCBA理事に代表取締役 和田晃一良が就任
  - 7月 人員増加に伴い、本社を渋谷区渋谷に移転、STORYS.JP事業を譲渡
  - 8月 「Coincheck investment program」提供開始
  - 8月3日 渋谷区恵比寿西2丁目7-3いちご恵比寿西ビル4より、現在の本店又は主たる事務所の所在地へ移転
  - 11月 西條晋一がアドバイザーに就任
- 2018年（平成30年）
  - 1月26日 暗号通貨流出事件が発生
  - 1月29日 財務省関東財務局より業務改善命令。
  - 2月3日 暗号通貨流出事件をめぐり、被害者らが東京都内にて被害者の会を結成、訴訟も視野に活動開始[10]。流出事件については以下の節にて記述。
  - 4月6日 マネックスグループ株式会社の買収により完全子会社となる。
- 2021年（令和3年）
  - 6月16日 株式会社サイバーエージェントの子会社である株式会社CyberZとNFT事業において協業を開始[11]。
  - 7月 Coincheck IEOの提供を開始
- 2024年（令和6年）
  - 12月11日 NASDAQに完全親会社のCoincheck Group N.V.が上場した[12]。

## 異常価格表示事象

### 発生事象
2017年5月9日 午前11:25、coincheckのビットコイン価格表示が突然20万円から90万円に急上昇し、他の暗号通貨も異常価格が表示される障害が発生した。同社は約20分後に取引を停止した。
その後「該当時間に行われた取引を障害発生時間11:25の状態に戻すと発表し実行した（ロールバック）。これにより取引再開時点でのレート前後の金額の注文はキャンセルになり、障害発生前の時点で対象となったロスカットが行われた。

### 影響
ロールバックとは、データベースを特定の時点に戻した状態（バージョン）を作る操作であり、現用のデータをそれにそっくり置き換えてしまえば、当該時点以後の売買や送金などの取引は存在しなかったと同等になる。これを実行したため、障害発生から約20分間にビットコインを売買したのが無効にされた利用者たちが、「損害」を被ったとしてコインチェックに多数抗議した。

## 暗号通貨流出事件

### 発生事象
2018年1月26日 00:02:13から08:26:13にかけて、コインチェックが保持している暗号通貨のうちNEM（ネム）（通貨記号はXEM）建ての顧客資産がクラッキングにより取引所から外部に送金され、さらに別口座に移転されてほぼ100%流出してしまう事態が発生した。
11:25、同社はこれをNEM残高激減から認識し、11:58より順次取引を停止して告知し、警視庁と金融庁に報告して原因究明に当たった。また、NEMを推進するNEM財団や国内外のNEM取引所に、流出NEM資産の追跡や売買停止を要請した。しかしその後、NEM財団とコミュニケーションが取れていない一部取引所で交換が行われて100億円規模で漏れ出すことになったことを、NEM財団のマクドナルド副代表も認めている。
NEM（ネム）のシステムは、ハードフォークという非常手段をもっている。しかし、NEM財団は本事件に対し、NEMの欠陥は認めず、流出事件発生前に巻き戻すことはなかった。
ほとんどの暗号通貨の入出金および売買そして資産の日本円出金もできなくなっていると知った顧客の間で大騒ぎとなり、午後から深夜に至るまで東京都渋谷区の本社前は、顧客数十人、報道陣、警察官、見物人でごった返し、「2億返せ」「どうなっているんだ」などと怒鳴る人もいた。
同日23:30、同社が記者会見を開き（全文記録）、5億2,300万XEM、検知時のレート換算で約580億円が不正に流出した事実と、原因を調査中であることを説明し、取引一時停止で迷惑をかけていることを謝罪した。
金融庁は同日、同社から事情聴取を行った。

### 経過
1月27日23:00、同社は「1月26日に不正送金されたNEMの補償について」を発表した。時期と手続き方法は検討中として、同社の自己資金を原資として、各保持者宛に日本円で「保持NEM数 × 停止期間中加重平均レート 88.549円」をコインチェックウォレットに返金することを示した。保有者数は約26万人、総額は5億2,300万XEM（88.549円を乗じると463億1,112万7,000円）。
1月28日、大塚雄介取締役は記者団に、原資は基本的に現預金で持っていて返金しても債務超過にならない、また、セキュリティー対策を行ったのちに停止している業務を再開する、と述べた。
1月29日、財務省の関東財務局は同社に、(1) 原因究明、(2) 顧客への適切対応、(3) リスク管理強化と責任所在明確化、(4) リスク管理態勢構築と再発防止策策定 および (5) 報告からなる業務改善命令を出した。金融庁は利用者に仮想通貨トラブルへの注意を呼びかけた。
2月2日、金融庁は、顧客の補償に充てる資金が十分にあるのかなど、財務内容を早急に調べる必要があるとして、立ち入り検査に入った。
2月3日、暗号通貨流出事件の被害者らが被害者の会を結成し、訴訟も視野に活動を開始した。
顧客の一人が、同社が出金を停止しているのは契約違反として、暗号通貨の購入費用60万円の返還を求める訴えを東京簡裁に起こしたことが、2月5日分かった。
2月5日以降警視庁は、同社からデータの提供を受けながら、サーバーへの不審なアクセスやネム流出の経緯などの解析を進めた。
2月1日から2日にかけて、第三者が犯人に暗号通貨 Dash（ダッシュ）を用いた資金洗浄をもちかけたような日本語メッセージが2月7日までに発見された。
その後、IPアドレスがばれにくいインターネット空間「ダークウェブ」のサイトを介し、5億円相当以上のNEMが他の暗号通貨に交換される動きが見られた。警視庁はこのうち少額のNEMをライトコイン (LTC) に交換した日本人男性から10日までに事情聴取し、さらに捜査を進行。
2月13日、同社は上記業務改善命令への報告書を提出完了し、日本円については出金を再開した（記者会見全文）。これは預けていた日本円がそのまま日本円で出金できるようになっただけであり、暗号通貨を日本円に変えて出金できるようになったわけではない。
2月26日に、警視庁サイバー犯罪対策課は、本事件を担当している数十人を100人規模に増員した捜査本部を設置。サーバの解析などを通じて、不正アクセス行為の禁止等に関する法律（不正アクセス禁止法）違反容疑で捜査を進める。
2月26日現在、暗号通貨流出事件に関係する被害者団体は3団体となった。1月26日の事件発生以来、ビットコイン (BTC) を除く仮想通貨の売買や仮想通貨全般の送金（入出金）は停止されている。このため、NEMでもBTCでもない暗号通貨で資産を保有する「のべ約百万人」といわれている利用者も、長期間資産が使えない状況に陥り、生活費や前年利益に課される税金の準備に困窮する人が続出した。
3月8日、財務省の関東財務局は同社に対し、二度目の業務改善命令を出した。その内容は次の通り。
(1) 適正・確実な業務運営のため，① 経営体制抜本見直し ② 顧客保護徹底 ③ 取締役会による各種態勢整備 ③ 仮想通貨のリスク洗出し ④ マネー・ローンダリング対策とテロ資金供与対策 ⑤ 現在停止中の取引再開及び新規顧客のアカウント開設に先立ち、各種態勢の抜本的な見直し、実効性の確保、
(2) 顧客との取引及び顧客に対する補償に関し当局に報告、
(3) 上記 (1) の計画を提出（期限3月22日）、および 、
(4) 改善の進捗を毎月書面報告。
同命令書によれば、2月2日からの立入り検査と2月13日の報告から、「仮想通貨が内包する各種リスクを適切に評価しておらず、（中略）昨年秋以降、業容が急激に拡大する中、業容拡大に応じた各種内部管理態勢及び内部監査態勢の整備・強化を行っていないことが判明した」という。
原因について「取締役会において顧客保護とリスク管理を経営上の最重要課題と位置付けておらず、経営陣の顧客保護の認識が不十分なまま、業容拡大を優先させたことによるもの」と断じている。
これを受けて同社は同日、業務改善命令を受けたことを反省し「改善策を着実に実施することにより、お客様の信頼回復に向け、最善の努力をしてまいります。」とウェブサイトで発表し、合わせて「仮想通貨NEMの不正送金に関するご報告と対応について」を発表した。同日16時から都内で記者会見を行った（全文記録）。
3月8日記者会見での発表、回答内容（中継放送より）：
- 顧客、取引先、関係者にご迷惑、ご心配をかけたと謝罪。
- 外部攻撃者が複数の同社従業員に宛てた電子メールで同社支給の社内のパソコン複数台にマルウェアを仕込んだ。それを使ってNEMサーバから秘密鍵が奪われてNEM資産が流出したことが調査で判明した。リスク管理体制が甘かった。どこからきたメールかは判明しているが、海外からかどうかも含めて捜査の関係で言えない。過去に兆候は見当たらなかった。
- 外部専門家と共に、サービス再開の準備を整えている。新しいネットワークでは入口で侵入を防ぎまた外部への通信を防ぐ。常時監視体制を整える。新しいサーバを1カ月かけて再構築した。新端末に新経路を作ってセキュリティを強化。社内のネット接続状況を外部に委託して常時監視。仮想通貨のセキュリティではすべてコールドウォレットにした。（コールドウォレットは署名をするときもオンラインにする必要がない形を仮想通貨全部についてしたいと思っているが未決定。）完全確認できた仮想通貨（暗号通貨）から順次取引を再開する。管理態勢については、2月定時取締役会で、新たに金融機関出身のシニアの社内の者でセキュリティ担当のCISO（Chief Information Security Officer; 情報セキュリティ管理最高責任者）を任命し、その下に社員と外部の人間からなるリスクチェックを行うCISO室を設置した。システムリスク管理委員会を設置した。内部管理態勢強化として増員し内部規程を見直した。顧客保護を決定した経営管理態勢を作った。
- NEM返金および一部仮想通貨の取引再開の予定について「見通しがついたので」発表。「NEM補償」専門チームを設置して顧客対応する。来週中を目処に日程発表。不正送金の時間を少し漏らしていたがそれを把握して総量が少し増え5億2,630万0,010NEMになった。既に発表しているレート 88.549円/XEM を掛けた額（約463億円になる）という額。（「批判があるが」といいう質問に「確定させていただいている」。）（NEMで返さない理由はと聞かれ）マーケットへのインパクトの可能性や実現の可能性を考え、複数の法律事務所と相談して決めた。日本円で返すと利用者に税金がかかるのかどうかという件は、国税庁に確認させていただいているところである。
- 他の仮想通貨も来週中をめどにホームページで発表する。サービス一時停止を深く反省している。一部引き出しは来週可能となる。サービスは継続できる。仮想通貨のリスク洗い出しを行ったのでリスク管理を行う。すべての通貨を再開したいが、匿名通貨かどうかにかわららず一部通貨について、マネーロンダリング（資金洗浄）関連で扱いをやめる通貨・取引があるかどうかはこれから検討する。仮想通貨取引停止で損害を受けたという利用者に対しての補償について、下落への補填の義務は利用規約上負わないと考えている。どの通貨のどの取引を再開するかは来週順次発表する。
- 金融庁の仮想通貨交換事業者登録には、その要件を満たすべく最善を尽くしていく。NEM返却方法はホームページで来週中に発表する。
- 内部管理体制強化は図っていた。しかし、顧客が急増して業務が増えたので対応できなくなり、人員の採用がうまくいかず、この事態を引き起こしてしまった。顧客が資産をもって取引していたので安易に業務縮小せずに顧客資産保護ということで続行を優先した。人員採用は経営体制見直しとして進めていくつもりで、詳細は固まってからご報告する。来週のサービス再開はそれを待つことなくできる。システム開発人員のみならずシステム管理やセキュリティ管理の人員も、求人していたが十分集まらなかった。
- 会社資産と顧客資産の分別管理は別口座として管理していた。なので日本円出金も随時対応できた。現時点までで返した額は600億円。仮想通貨も分別管理しているので、引き出し可能にしてもサービス継続性に問題はない。今後コールドウォレットを複数にしてもつ。社内で開発するコールドウォレットである。ウォレットの詳細はリスク洗い出しをしてリスク委員会で決めていく。
- 経営責任は今後吟味する。（辞任も含めてか、の質問に対して「検討している」。）監査役機能をどうするかは経営体制の検討で含める。
- 業務資本提携は、経営責任体制と共に検討することである。資本増強は選択肢のひとつであり、具体的にどうというのはない。基本は顧客の保護で、そのためにいちばんいいことを選ぶ。
- 財務状況を開示する予定はない。全仮想通貨合計で累計 170 万口座ある（本日時点）。取引高は2017年7月2,868億円、8月6,512億円、9月7,619億円、10月1兆0,282億円、11月2兆5,268億円、12月3兆8,537億円。取引量は取引所が80%。販売所が20%。収益は販売所のほうのスプレッドが柱。自社で仮想通貨を保有して何かをするというビジネスモデルはない。一部報道にあったような、NEMの保有額以上に販売した事実はない。

3月20日、NEM財団が流出したNEMの追跡を打ち切ったことを発表した。この発表後、ダークウェブ上に設置された流出NEMの交換サイトでの換金が加速した。
3月22日、ダークウェブ上の交換サイトで流出したNEM（ネム）が完売し、サイトには金正恩とみられる人物が札束に囲まれているコラージュ写真と「Thank you!!!」の文字が表示された。流出したNEMはほぼ全額がビットコイン及びライトコインに交換された。

### 管理方法と返金方法
2017年4月改正の資金決済法第63条の11 第1項と仮想通貨交換業者に関する内閣府令は「仮想通貨交換業の利用者の金銭又は仮想通貨を自己の金銭又は仮想通貨と分別して管理」することを義務付け金融庁が監督しているが、同社はそれ以前に営業を開始している「みなし業者」のため、事件発生時点でその義務はなかった（各顧客ごとにウォレットを分ける義務規定はなく帳簿で管理すればよい模様）。もっとも、同社幹部は、分別管理を行っていたと発言していて、同取引所の「仮想通貨取引説明書」でも以下のように説明している。
「帳簿上のお客様の仮想通貨残高とお客様用ウォレットの仮想通貨残高を仮想通貨毎に、毎営業日照合します。照合した結果、お客様用ウォレットの仮想通貨残高が帳簿上のお客様の仮想通貨残高を下回っていることを確認した場合、当該不足額を5営業日以内に解消します。なお、帳簿上のお客様の仮想通貨残高は、各お客様の持分が直ちに判別できるように管理します。」
分別管理には、業者が顧客資産に手を付けて返金できなくなる事態を防ぐ目的がある。（とはいえ、一般には、分別管理をしていても、仮想通貨交換業者が万一倒産したとき、仮想通貨の相場変動が激しく損害が大きくなりやすいことや、本業界に供託や保険の仕組みがないこと、その返済と従業員の賃金や一般債権との優先権の関係から、顧客に全額戻る可能性も一部しか戻らない可能性もある。）
東京弁護士会の機関紙に、一般論として仮想通貨交換業者が倒産した場合の法的取扱の論点解説がみられる。
コインチェックがNEM（ネム）でなく日本円での返金を選択した理由は、盗難額がNEM総量の6%にもなっており、返金用のNEMを買い付けるだけでおそらく相場が高騰し、結果的にコインチェックの損失が膨らむため、と金融庁が言っているという。しかし、この返金方法を巡って2022年4月27日、東京地方裁判所は顧客らの集団訴訟に対する判決で、「補償は法的性質が明らかではない一方的な給付で、その後の価格上昇で利益を得る機会を奪うものだった」として、日本円での返金を補償と認めず、NEMでの返金を命じた。

### 原因と対策
NEM顧客資産をプールしていた口座は、常時インターネットに接続されている、いわゆるホットウォレット（反対語はコールドウォレット）で管理されていたため、クラッキングに弱かった。
NEM（ネム）のシステムは、口座からの出金にn人中m人の署名を必要にできる機能「多重署名」（マルチシグ（造語）;マルチシグニチャ, Multisig, Multisignature）を提供している（有償）（nは最大32）。口座を適切にマルチシグにして、鍵を複数署名者が各々持つ、あるいは、各鍵を設計の異なるプラットフォームやコールドウォレットに分散保存するような体制にすれば、一つの鍵の漏洩やひとりの犯行では出金できない管理が可能である。しかしコインチェックでは事件当時、顧客NEM資産管理口座にに対しマルチシグを未適用であった。
コールドウォレット化が望ましいのはもちろんであるが、実現方法によって安全性は分かれる。暗号化チップをもつ独立したハンディな記憶媒体「ハードウェアウォレット」は非常に安全と言われるが、流出対象となったNEMは新しい暗号化アルゴリズムを使っているため、ハードウェアウォレットが製品化されたのはわずか一ヶ月前の2017年12月20日頃であった。
この事件を経て、資産がコールドウォレットで保全されているなど、セキュリティ体制の堅固な取引所を選ぶことがユーザ側の対策として喚起されるようになった。

### 捜査手法・波及抑止手法
クラッキングがどのように行われたかについては、警視庁によるcoincheckサーバの解析が進められている。
仮想通貨はその性質上、取引が匿名のまま送金先の連鎖もすべて含めて誰でも見ることができるので、本件では流出資金の取引連鎖状況が公開の状況で確認・調査できた。
NEM（ネム）にはたまたま取引条件記録を付随させるための「モザイク」という機能があった。あるNEM財団協力者が、事件発生から間髪を入れず、当該アドレス（ウォレット）にモザイクで印（実際には英文コメント）を付けることで、以後の追跡監視を容易にして脚光を浴びた。モザイクを「汚れたコイン」の識別と取引抑止に使えることは知られていなかったことで、斬新なアイデアであった。
ただ、犯人も少額の分割送金を繰り返して対抗しており、闇で相対（あいたい）取引をして処分する可能性も指摘されている。

### 刑事裁判
流出したNEMを収受した者が摘発されている。
警視庁は2021年1月22日までに、流出したNEMの不正な交換に応じたとして、計31人を組織犯罪処罰法違反で摘発した。しかし、2024年7月現在でいまだNEMを流出させた首謀者は特定できていない。今回摘発された者のうち4人は同年4月に起訴された。

#### 争点
被告人は組織犯罪処罰法11条（犯罪収益等収受の罪）違反で起訴されているが、この罪が成立するためには、首謀者（氏名不詳者）による不正に入手した秘密鍵を使用して暗号資産を送信する行為が、刑法246条の2で定められる電子計算機使用詐欺罪に違反することを必要とする。
NEMの取引は、まずトランザクション情報（取引日時はいつか、取引数量はどれくらいか、送受信アドレスは何かといった取引に必要な情報）を送信元のNEMアドレスに紐づけられている秘密鍵で署名し、それをNEMのアドレスに送信すると、NEMを構成するいずれか1つのNISノード（サーバ）が、送信元に紐づけられている公開鍵で、当該署名が本当に秘密鍵によってなされたのかといったトランザクション情報の整合性を機械的に検証し、問題がなければ承認される（以下、このプロセスを「トランザクション情報承認プロセス」と呼ぶこととする）。そして、ほかの承認されたトランザクション情報と併せて一つのブロックを形成したうえでブロックチェーンに組み込まれ、最初のブロックから最新のブロックまで一連のブロックチェーンの情報をNEMのネットワーク全体で共有することによって、書き換えが困難になり、これによって取引が確定する　といった流れである。
ただし、上記トランザクション情報承認プロセスを実行するにあたっては、当該トランザクション情報送信者が真の権限保有者かどうかの確認をはなされない仕様であった。
裁判では上記プロセスの性質が問題となった。被告人側は、このトランザクション情報承認プロセスについて、NEMはあくまで秘密鍵と公開鍵を以てその正当性を判断しているのであり、送信者の権限や属性の判別は事務処理システムの目的の範囲内としていないから、首謀者（氏名不詳者）はNEMの取引につき自らが真に秘密鍵を保有する権限を有する者との「虚偽の情報」を与えたことにはならないとし、すなわち首謀者（氏名不詳者）に電子計算機使用詐欺罪は成立せず、よって被告人のNEM収受行為は犯罪収益の収受にあたらないと主張した。

#### 判決
一審、二審ともに、首謀者（氏名不詳者）の行為は電子計算機使用詐欺罪に該当する行為であり、よって被告人には犯罪収益等収受罪が成立するという有罪判決を下した。弁護人はこれを不服として上告した。
この上告を受けて、最高裁判所第三小法廷（林道晴裁判長）は令和6年（2024年）7月16日、本件上告は刑訴法405条の上告理由にあたらないとして上告棄却の判決を下したが、弁護人の上告理由に鑑み以下のように職権判断を行った。
『ＮＥＭのネットワークに参加している者は、自らの管理するＮＥＭアドレスに紐づけられている秘密鍵で署名しなければ、トランザクションがＮＩＳノードに承認されることも、ブロックチェーンに組み込まれることもなく、ＮＥＭの取引を行うことができないのであるから、秘密鍵で署名した上でトランザクション情報をＮＥＭのネットワークに送信することは、正規に秘密鍵を保有する者によるＮＥＭの取引であることの確認のために求められるものといえる。このような事情の下では、氏名不詳者が、不正に入手したＡ社のＮＥＭの秘密鍵で署名した上で本件移転行為に係るトランザクション情報をＮＥＭのネットワークに送信した行為は、正規に秘密鍵を保有するＡ社がＮＥＭの取引をするものであるとの「虚偽の情報」をＮＥＭのネットワークを構成するＮＩＳノードに与えたものというべきである。』
本最高裁判所判決は、まずNEMの性質について、たしかに秘密鍵の保有者が正規の保有者であると認証するシステムにはなっていないとしつつも、秘密鍵の保有者が当該暗号資産の管理者とされていること、秘密鍵を厳重に保管しその者のみが利用することが前提となっているといえるから、秘密鍵を利用して暗号資産を送信することは、正規の利用者にしかできない行為であり、不正に秘密鍵を利用した本件首謀者（氏名不詳者）の行為は権限のない情報を入力したという意味で「虚偽の情報」を送信した電子計算機使用詐欺罪が成立すると判断した。
今崎幸彦裁判官は補足意見で、NEMが広く取引の対象となされているのはそれに対する社会の信頼があるからに他ならず、電子計算機使用詐欺罪上の「虚偽の情報」を与えたか否かについては、NEMの利用実態やそれが社会経済において果たしている役割を抜きに検討することはできないという理解の下、『正規の秘密鍵保有者以外の者が不正な方法で秘密鍵を入手し、これで署名することは、正規の秘密鍵保有者のＮＥＭに対する排他的支配を害し、ＮＥＭのシステムに対する社会の信頼を損なう』ことを理由に、首謀者（氏名不詳者）に電子計算機使用詐欺罪が成立すると判断している。

## CM出演

### 現在
- 稲垣吾郎（2024年05月09日から[74]）
- 鈴木もぐら（2024年05月09日から[74]）

### 過去
- 出川哲朗（2017年12月から2018年1月まで）
- 松田翔太（2021年9月20日[75]から）